# Mírids
Els mírids (Miridae) són una gran i diversa família d'hemípters del subordre dels heteròpters que conté més de 10.000 espècies descrites.

## Característiques
Els mírids són petits insectes terrestres, generalment de forma ovalada o allargada i que mesuren de 1,5 a 15 mil·límetres de longitud. Alguns són de colors brillants, altres grisos o foscos. No tenen ocels o ulls simples. Les antenes són generalment llargues i fines. Alguns gèneres es mimetitzen com formigues. Alguns són plagues agrícoles, i perforen els teixits de les plantes i s'alimenten de la saba, si bé alguns altres són depredadors i són apreciats per al control biològic de plagues.

## Sistemàtica
La família dels mírids inclou les següents subfamílies i tribus:
- Subfamília Bryocorinae
  - Tribu Bryocorini
  - Tribu Dicyphini
  - Tribu Eccritotarsini
- Subfamília Cylapinae
  - Tribu Cylapini
  - Tribu Fulviini

- Subfamília Deraeocorinae
  - Tribu Clivinematini
  - Tribu Deraeocorini
  - Tribu Hyaliodini
  - Tribu Termatophylini
- Subfamília Isometopinae
  - Tribu Diphlebini
  - Tribu Isometopini
- Subfamília Mirinae
  - Tribu Herdoniini
  - Tribu Hyalopeplini
  - Tribu Mirini
  - Tribu Pithanini
  - Tribu Restheniini
  - Tribu Stenodemini
- Subfamília Orthotylinae
  - Tribu Ceratocapsini
  - Tribu Halticini
  - Tribu Orthotylini
- Subfamília Phylinae
  - Tribu Hallodapini
  - Tribu Leucophoropterini
  - Tribu Phylini
  - Tribu Pilophorini

- Gèneres Incertae sedis: Adenostomocoris, Arctostaphylocoris, Aurantiocoris, Calidroides, Chlamyopsallus, Guentherocoris, Neopsallus, Pruneocoris, Vanduzeephylus